# Лис, Том
Том Лис (англ. Tom Lees; 28 ноября 1990, Уорик) — английский футболист, защитник клуба «Хаддерсфилд Таун». Выступал в молодёжной сборной Англии.

## Клубная карьера

### «Лидс Юнайтед»
Лис начал свой футбольный путь в молодёжной системе «Лидс Юнайтед» и в конце концов он попал в первую команду в 2009 году перед началом сезона. Он принял участие в ряде товарищеских матчей «Лидса» против клубов «Шелбурн» и «Гленторан». Однако, тренерский штаб клуба чувствовал, что молодому игроку нужно окрепнуть и набраться опыта, поэтому Том и был отправлен в аренду в «Аккрингтон Стэнли».

### Аренда в «Аккрингтон Стэнли»
1 сентября 2009 года Том Лис отправился в аренду. Тогдашний менеджер «Лидса» Саймон Грейсон высказался по этому поводу: «Переход в „Аккрингтон“ даст ему возможность поиграть на взрослом уровне, а мы активно будем наблюдать за ним».
Том дебютировал в этот же день за «Аккрингтон Стэнли» с победы 1-2 на выезде над «Олдем Атлетик» в матче за Трофей Футбольной лиги. В итоге Лису удался хороший сезон, который провёл за «Аккрингтон» в общей сложности 46 игр, чем заслужил новый, двухлетний контракт с «Лидсом».

### Возвращение в «Лидс»
В конце сезона 2009/10 Лис вернулся в «Лидс» после успешного сезона за «Аккрингтон Стэнли». В следующем сезоне он показал себя во время предсезонных игр «Лидса» в Словакии против команд «Ружомберок» и «Кошице». Лис также сыграл во время турне по Норвегии против клуба «Бранн».

### Аренда в «Бери»
3 августа 2010 года Лис присоединился к клубу второй футбольной лиги Англии «Бери», чтобы получать больше игровой практики. Лис дебютировал в составе «Бери» в матче против родного клуба «Лидса», выйдя на замену. Матч был проигран со счётом 4:0. 14 августа Том забил свой первый гол в сезоне на Кассам Стэдиум, в матче против «Оксфорд Юнайтед». Свой второй гол в сезоне он забил в матче против «Эксетер Сити» в Кубке Англии.
Под впечатлением игры своего воспитанника руководство «Лидса» 10 декабря подписало новый контракт с Томом, рассчитанный на два с половиной года, после чего было объявлено, что Лис продлил своё пребывание в аренде в «Бери» до конца сезона. 22 апреля Лис забил победный гол за «Бери» в матче против Линкольна, завершившегося минимальной победой 1:0. Лис также забил победный гол в матче с клубом «Бертон Альбион». 25 апреля он забил свой пятый гол в сезоне в победном матче 3:2 против лидера лиги, команды «Честерфилд», который гарантировал «Бери» повышение в классе на следующий сезон.
После впечатляющего сезона в «Бери», менеджер «павлинов» Саймон Грейсон заявил, что он считает, что Лиса ждёт большое будущее в «Лидс Юнайтед».
Также, в том сезоне Том Лис удостоился титула «Лучшего игрока года „Бёри“».

### Закрепление в первой команде «Лидса»
После своего возвращения в «Лидс Юнайтед», Лис начал постепенно закрепляться в стартовом составе команды. Дебютировал же в новом сезоне Лис в домашнем матче против «Брэдфорд Сити», завершившимся победой «белых» со счётом 3:2. К слову, Том стал одним из героев того матча, наряду с Рамоном Нуньесом и Россом Маккормаком, сделав отличный голевой пас на последнего. Лис дебютировал в Чемпионшипе 13 августа, в матче «Лидса» против «Мидлсбро», в котором «павлины» уступили, со счётом 1:0.
Также Том забивал гол в свои ворота во своей второй игре в лиге «Халл Сити», однако он не пал духом и реабилитировался, забив в этом же матче свой первый гол за клуб. Лис также принял участие в проигранном «белыми» матче за Кубке Лиги своим непримиримым соперникам из «Манчестер Юнайтед». Свой второй гол за «Лидс» Лис забил 14 октября в домашнем матче против «Донкастер Роверс», завершившимся победой хозяев 3:0.
В сезоне 2011/12 Том появился в футболке «Лидса» 45 раз во всех турнирах, забил 2 гола и отдал 2 голевые передачи, и по его окончании главный тренер клуба Нил Уорнок заявил, что с Томом был подписан новый, долгосрочный контракт, рассчитанный на 4 сезона, вплоть до лета 2016 года и что также в соглашении оговорена возможность продления контракта ещё на год.
Нил Уорнок крайне лестно отозвался о молодом защитнике: «Том, видимо, был единственным светлым пятном в защите по ходу этого сезона. Он делал ошибки и ему есть чему учиться, но он очень быстро прогрессирует. По ходу этого сезона наступил такой момент, когда наши болельщики были уверены в появлении Тома на поле в основе в каждом матче в отличие от других позиций, где все было не так однозначно. На мой взгляд, это главный комплимент в его адрес. Я ему уже сказал, что в следующем сезоне конкуренция за место в основе повысится, но он готов к этому. Том отличный парень, он на сто процентов игрок „Лидса“, его ждет отличная карьера».

## Карьера в сборной
После впечатляющего начала сезона 2012/13 был вызван вызван Стюартом Пирсом в молодёжную сборную Англии на отборочные матчи на молодёжный ЧЕ-2013 против сборных Азербайджана и Норвегии. В матче с последними 10 сентября 2012 года Лис и дебютировал за молодёжку. На протяжении сезона продолжал регулярно вызываться Пирсом и сыграл за Англию U-21 5 матчей. После окончания сезона Том Лис был включен Пирсом в список игроком, которые поедут на финальную часть ЧЕ-2013. В первых двух матчах англичан Том на поле не появлялся, но в заключительном матче группового этапа вышел в основе и отыграл все 90 минут.